# Jacques Israelievitch
Jacques Israelievitch,  (né le 6 mai 1948 à Cannes – mort le 5 septembre 2015 à Toronto), est un violoniste français, et l'un des musiciens de chambre les plus éminents du Canada. Titulaire de l'Ordre du Canada.

## Biographie
Né à Cannes (Alpes-Maritimes) en 1948, il était, à l'âge de 11 ans, le plus jeune diplômé dans l'histoire du Conservatoire du Mans. Il poursuit ses études musicales au Conservatoire de Paris avec Henryk Szeryng et René Benedetti, recevant trois premiers prix à 16 ans. Par la suite, Israelievitch étudie à l'Université d'Indiana avec Josef Gingold, János Starker, William Primrose et Menahem Pressler.
Israelievitch se distingue comme soliste et musicien de chambre, collaborant avec des artistes tels que Carlo Maria Giulini, Jukka-Pekka Saraste, Emanuel Ax, Yefim Bronfman, et Yo-Yo Ma. En 1972, Georg Solti le nomme premier violon adjoint de l'Orchestre symphonique de Chicago, faisant de lui le plus jeune membre de l'orchestre. Il est ensuite premier violon de l'Orchestre symphonique de Saint-Louis, puis premier violon de l'Orchestre symphonique de Toronto de 1988 à 2008. De 2005 à 2014, Israelievitch est directeur musical de l'Orchestre de Chambre de Koffler au Koffler Centre of the Arts.
Il a enregistré des œuvres de Ludwig van Beethoven et R. Murray Schafer avec l'Orchestre symphonique de Toronto, et des œuvres pour violon d'Edvard Grieg, et la Sinfonia Concertante de Mozart. Son CD Suite hébraïque a été nommé au prix Juno. Ses autres enregistrements comprennent Suite Enfantine, Suite Fantaisie, Suite Française, et Suite Solo. Récemment, il a enregistré l'intégrale des 42 études ou caprices de Kreutzer, la premier en son genre. Ce CD a été salué à l'échelle internationale.
En 1999, Israelievitch et son fils Michael (percussionniste) créent le Duo Israelievitch. Ils commandent et créent des œuvres de compositeurs contemporains de renom, dont Michael Colgrass, Srul Irving Glick, et Murray Adaskin.
Il a enseigné à l'Université d'Indiana, et a été professeur à l'Université de Toronto, au Conservatoire royal de musique et à l'Université York. Pendant l'été, il a enseigné et dirigé la  musique de chambre et le violon à l'Institution Chautauqua. Il était aussi membre du trio New-Arts, en résidence à Chautauqua depuis 1978.
En 1995, Israelievitch a été honoré par la France avec le titre de Chevalier de l'Ordre des Arts et des Lettres. En 2004, il a été fait Officier. Il a été nommé membre de l'Ordre du Canada en 2015.
Israelievitch est mort à Toronto le 5 septembre 2015 des complications d'un cancer à l'âge de 67 ans.